# Хармонии
Хармонии (лат. Harmonia) — род божьих коровок из подсемейства Coccinellinae.

## Описание
Надкрылья перед вершиной с поперечной складкой. Основания надкрылий отчётливо шире переднеспинки. Усики в полтора раза длиннее ширины лба; их последний сегмент отчётливо шире предпоследнего. Бока переднеспинки сильно выпуклые, задние углы широко округлены. Длина от 3 до 7 мм.

## Систематика
В составе рода:
- Harmonia axyridis (Pallas, 1771)
- Harmonia antipodum (Boisduval, 1835)
- Harmonia basinotata Bielawski, 1964
- Harmonia bicolor (Blackburn, 1892)
- Harmonia conformis (Boisduval, 1835)
- Harmonia dimidiata (Fabricius, 1781)
- Harmonia dunlopi (Crotch, 1874)
- Harmonia eucharis (Mulsant, 1850)
- Harmonia expallida (Weise, 1907)
- Harmonia octomaculata (Fabricius, 1781)
- Harmonia quadripunctata (Pontoppidan, 1763)
- Harmonia sedecimnotata (Fabricius, 1801)
- Harmonia testudinaria (Mulsant, 1850)
- Harmonia uninotata Bielawski, 1964
- Harmonia yedoensis (Takizawa, 1917)